# Olivier Meunier
Pour les articles homonymes, voir Meunier.
Olivier Meunier est un boxeur français né le 27 août 1972 à Besançon et mort le 2 décembre 2001 à Dijon.

## Carrière
Il livre son premier combat professionnel le 31 octobre 1992 contre l'algérien Djaafar Filali et l'emporte aux points. Il s'incline en revanche contre Larbi Mohammedi en 1996, Frédéric Noto en 1997 ou encore Mamadou Thiam en 1998.
Le 29 janvier 1999, Meunier décroche à sa 4e tentative le titre de champion de France dans la catégorie super-welters aux dépens de Pascal Mercier. Il conserve sa ceinture face à Julien Ledoueron le 12 juin mais perd le 8 octobre face à Said Bennajem.
Il gagne une seconde fois ce titre le 27 juin 2000 contre Mohamed Hissani mais le perd dès le combat suivant face à Christophe Canclaux. Olivier Meunier effectue son dernier combat le 6 novembre 2001 face au français Frédéric Esther à Guilherand-Granges, Ardèche, mais perd pour la 14e fois de sa carrière. Il met fin à ses jours à l'âge de 29 ans, le 2 décembre 2001.